# التعاونية السكنية

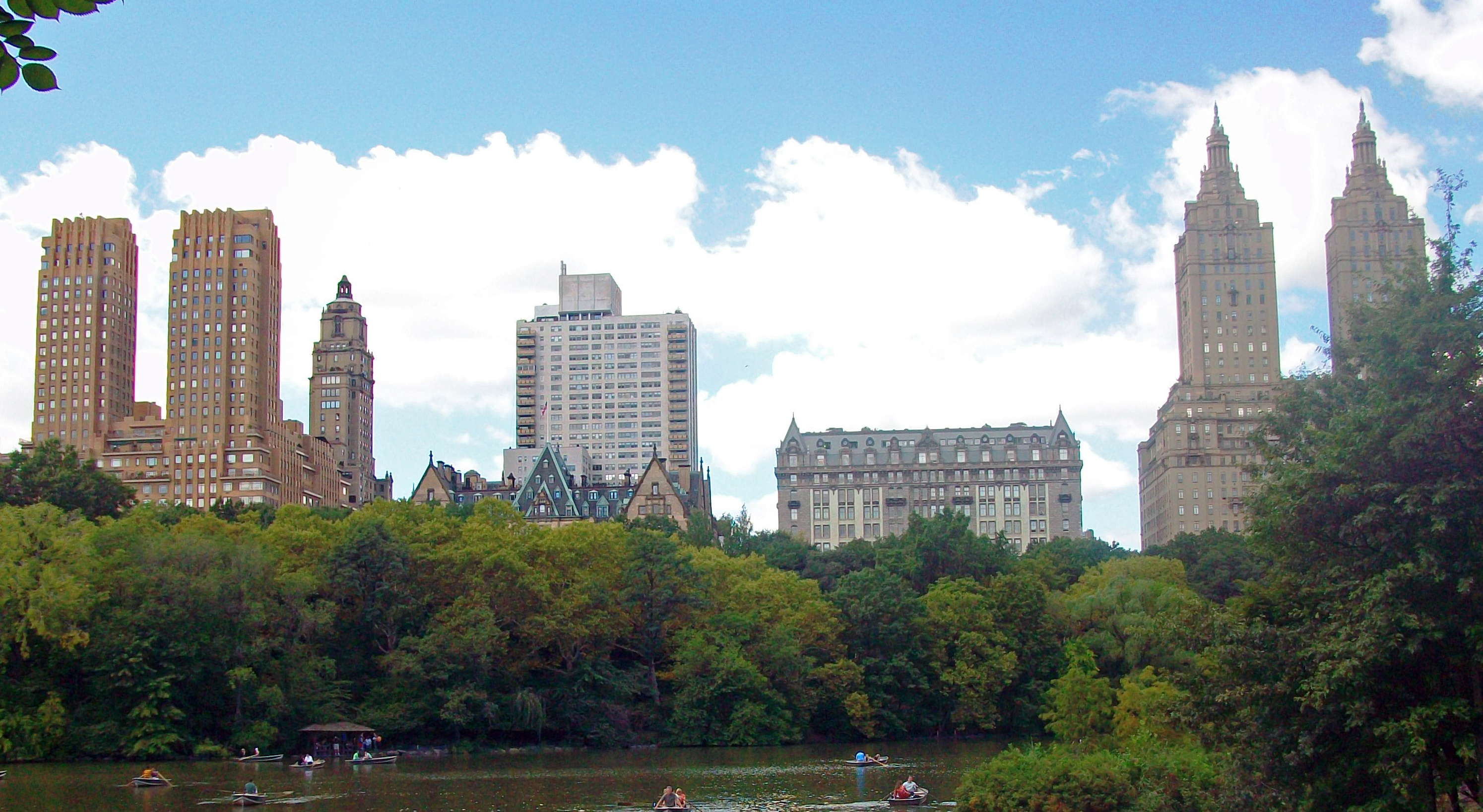
تعاونيات الإسكان في سنترال بارك ويست في مانهاتن، مدينة نيويورك، من اليسار إلى اليمين: ماجستيك، وداكوتا، ولانغهام، وسان ريمو.

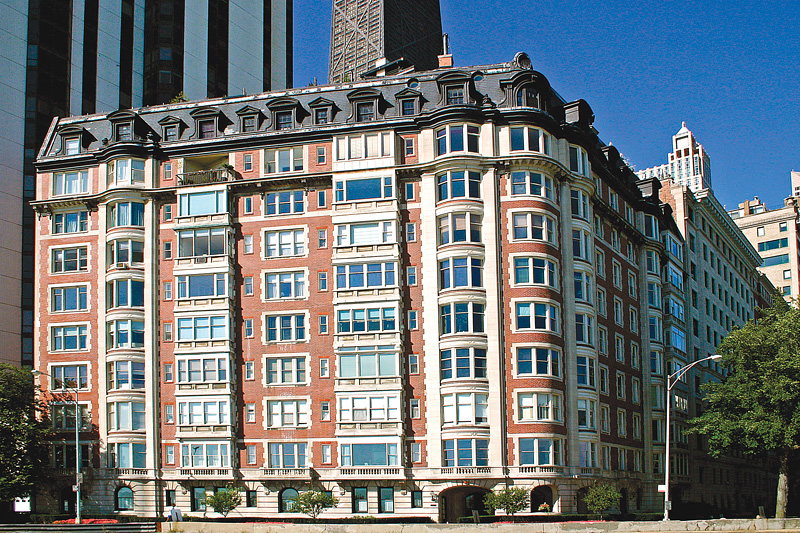
.

التعاونية السكنية، هي كيان قانوني، عادة ما تكون تعاونية أو شركة، تمتلك عقارات، تتكون من مبنى سكني واحد أو أكثر؛ هو نوع واحد من حيازة السكن [الإنجليزية]. يمكن أن تكون تعاونيات الإسكان مملوكة لمنظمة غير ربحية أو من قبل المساهمين، فهي شكل مميز لملكية المنازل التي لها العديد من الخصائص التي تختلف عن الترتيبات السكنية الأخرى مثل ملكية منزل عائلة واحدة [الإنجليزية]، والوحدات السكنية والتأجير.
المؤسسة قائمة على العضوية، مع منح العضوية عن طريق شراء حصة في التعاونية. يُمنح كل مساهم في الكيان القانوني الحق في شغل وحدة سكنية واحدة. الميزة الأساسية لتعاونية الإسكان هي تجميع موارد الأعضاء بحيث تُعزز قوتهم الشرائية؛ وبالتالي خفض تكلفة كل عضو في جميع الخدمات والمنتجات المرتبطة بملكية المنزل.
عنصر رئيسي آخر في بعض أشكال التعاونيات السكنية هو أن الأعضاء، من خلال ممثليهم المنتخبين، يقومون بفحص واختيار من قد يعيش في التعاونية، على عكس أي شكل آخر من أشكال ملكية المنازل.
تنقسم تعاونيات الإسكان إلى فئتين عامتين من فئات الحيازة: عدم الملكية (يشار إليها على أنها غير ملكية أو مستمرة) والملكية (يشار إليها باسم حقوق الملكية أو الطبقات). في التعاونيات غير السهمية، تُمنح حقوق الإشغال أحيانًا وفقًا لاتفاقية إشغال، والتي تشبه إيجار [الإنجليزية]. في تعاونيات الأسهم، تُمنح حقوق الإشغال أحيانًا عن طريق اتفاقيات الشراء والصكوك القانونية المسجلة على العنوان. تحدد بنود التأسيس واللوائح الداخلية للشركة وكذلك اتفاقية الإشغال قواعد التعاونية.
تُستخدم كلمة تعاونية أيضًا لوصف نموذج تعاوني لرأس المال غير المشترك، حيث يحصل الأعضاء الذين يدفعون الرسوم على الحق في شغل غرفة نوم ومشاركة الموارد المجتمعية لمنزل مملوك من قبل منظمة تعاونية. هذا هو الحال مع تعاونية إسكان الطلاب [الإنجليزية] في بعض مجتمعات الكليات والجامعات في جميع أنحاء الولايات المتحدة.

## الوضع القانوني
بصفته كيانًا قانونيًا، يمكن للتعاون التعاوني التعاقد مع شركات أخرى أو توظيف أفراد لتزويده بالخدمات، مثل مقاول الصيانة أو مدير المبنى. يمكن أيضًا تعيين موظفين، مثل المدير أو القائم بالرعاية، للتعامل مع أشياء محددة قد يفضل المتطوعون عدم القيام بها أو قد لا يجيدون القيام بها، مثل الصيانة الكهربائية.
في التعاونيات غير القائمة على الأسهم وفي تعاونيات الأسهم المحدودة، لا يمتلك المساهم في التعاونية عقارات، ولكن حصة من الكيان القانوني الذي يمتلك عقارات. تختلف الملكية التعاونية تمامًا عن الوحدات السكنية حيث يمتلك الأفراد وحدات فردية وليس لديهم رأي يذكر في من ينتقل إلى الوحدات الأخرى. لهذا السبب، طورت معظم الولايات القضائية تشريعات منفصلة، على غرار القوانين التي تنظم الشركات، لتنظيم كيفية إدارة التعاونيات وحقوق والتزامات المساهمين.

## ملكية
كل أسرة مقيمة أو مقيمة لديها عضوية في الجمعية التعاونية. في التعاونيات غير السهمية، يتمتع الأعضاء بحقوق إشغال مجموعة معينة داخل تعاونية الإسكان على النحو المبين في "اتفاقية الإشغال"، أو "عقد الإيجار"، والذي يعتبر في الأساس عقد إيجار. في تعاونيات الملكية، تُنقل حقوق الإشغال إلى المشتري عن طريق نقل الملكية.
بما أن التعاونية السكنية تمتلك سندات ملكية لجميع العقارات والمنشآت السكنية، فإنها تتحمل تكاليف صيانتها وإصلاحها واستبدالها. هذا يعفي العضو من تكلفة وعبء مثل هذا العمل. وبهذا المعنى، فإن تعاونية الإسكان مثل المالك في مكان إيجار. ومع ذلك، هناك سمة مميزة أخرى للحياة التعاونية وهي أنها غير ربحية، بحيث يتم العمل بالتكلفة ، مع عدم وجود دافع للربح.
في بعض الحالات، يتبع التعاون مبادئ روتشديل [الإنجليزية] حيث يكون لكل مساهم صوت واحد فقط. يتم تُأسس معظم التعاونيات كشركات مساهمة محدودة حيث يرتبط عدد الأصوات التي يمتلكها المالك بعدد الأسهم التي يمتلكها الشخص. أيًا كان شكل التصويت المستخدم، فمن الضروري إجراء انتخابات بين المساهمين لتحديد من سيمثلهم في مجلس الإدارة (إن وجد)، وهي الهيئة الإدارية للتعاونية. مجلس الإدارة مسؤول بشكل عام عن قرارات العمل بما في ذلك المتطلبات المالية واستدامة التعاونية. على الرغم من أن السياسة تختلف من تعاونية إلى تعاونية وتعتمد إلى حد كبير على رغبات أعضائها، فمن القاعدة العامة أن تصويت الأغلبية في مجلس الإدارة ضروري لاتخاذ قرارات العمل.

## إدارة
في التعاونيات الأكبر، ينتخب أعضاء التعاونية عادة مجلس إدارة من بين المساهمين في اجتماع عام، وعادة ما يكون الاجتماع السنوي العام [الإنجليزية]. في التعاونيات الأصغر، يجلس جميع الأعضاء في مجلس الإدارة.
يُنتخب مجلس إدارة تعاونية الإسكان من قبل الأعضاء، مما يوفر صوتًا وتمثيلًا في حوكمة الملكية. تُحدد القواعد من قبل مجلس الإدارة، مما يوفر وسيلة مرنة لمعالجة القضايا التي تنشأ في المجتمع لضمان حيازة الأعضاء السلمية لمنازلهم.

## تمويل
عادة ما تكون تعاونية الإسكان غير هادفة للربح بحكم الواقع، حيث يأتي معظم دخلها عادة من الإيجارات التي يدفعها سكانها (إذا كانوا في شركة رسمية، فعندئذ المساهمين)، الذين هم دائمًا أعضاء فيها. لا جدوى من إنشاء فائض متعمد - باستثناء المتطلبات التشغيلية مثل تخصيص الأموال لاستبدال الأصول - لأن هذا يعني ببساطة أن الإيجارات التي يدفعها الأعضاء أعلى من النفقات. (من الممكن أن يمتلك التعاون الإسكاني أصولًا أخرى مدرة للدخل، مثل الأعمال الفرعية التي يمكن أن تنتج فائضًا في الدخل لتعويض تكلفة السكن، ولكن في هذه الحالات تُخفض إيجارات المساكن عادةً للتعويض عن إيرادات إضافية.)
في دورة حياة المباني، يتطلب استبدال الأصول (إصلاحات رأس المال) أموالًا كبيرة يمكن الحصول عليها من خلال مجموعة متنوعة من الطرق: تقييمات للمالكين الحاليين؛ مبيعات مخزون الخزينة (وحدات الإيجار السابقة) للمساهمين الجدد؛ سحب الاحتياطيات القروض غير المضمونة؛ فوائض التشغيل رسوم مبيعات الوحدات بين المساهمين والجديدة والزيادات على الرهون العقارية القائمة.
هناك تعاونيات سكنية للأثرياء والمشاهير: جون لينون، على سبيل المثال، عاش في داكوتا، وهي جمعية تعاونية سكنية، ومعظم الشقق في مدينة نيويورك المملوكة وليس المستأجرة تقام من خلال تعاونية بدلاً من ذلك. من عن طريق ترتيب عمارات.

## سعر السوق وتعاونيات الأسهم المحدودة
هناك نوعان رئيسيان من أسعار الأسهم التعاونية للإسكان: سعر السوق والأسهم المحدودة. مع سعر السوق، يُسمح لسعر السهم بالارتفاع في السوق المفتوحة ويمكن للمساهمين البيع بأي سعر سيتحمله السوق عندما يريدون الخروج. من نواحٍ عديدة، يكون سعر السوق مشابهًا ماليًا لامتلاك عمارات، مع الاختلاف هو أنه غالبًا ما يحمل التعاونية رهنًا عقاريًا، مما يؤدي إلى دفع رسوم شهرية أعلى بكثير للتعاون التعاوني مما سيكون عليه الحال في العمارات. عادة ما يكون سعر الشراء لوحدة مماثلة في التعاونية أقل بكثير.
مع حقوق الملكية المحدودة، لدى التعاونية قواعد تتعلق بتسعير الأسهم عند بيعها. الفكرة من وراء الأسهم المحدودة هي الحفاظ على إسكان ميسور التكلفة. مجموعة فرعية من نموذج الأسهم المحدودة هي نموذج عدم الملكية، الذي يشبه إلى حد كبير الإيجار، بسعر شراء منخفض للغاية (يمكن مقارنته بإيداع ضمان الإيجار) ورسوم شهرية بدلاً من الإيجار. عند البيع، كل ما يتم إعادة قصده هو سعر الشراء المنخفض جدًا.

## بحث عن تعاونيات الإسكان
وجدت الأبحاث أن تعاونيات الإسكان جعلت السكان يصنفون أنفسهم على أنهم يتمتعون بأعلى جودة للحياة ورضا عن السكن مقارنة بأي منظمة إسكان في المدينة. وجدت أبحاث أخرى بين كبار السن من سكان المناطق الريفية في الولايات المتحدة أن أولئك الذين يعيشون في تعاونيات الإسكان شعروا بأمان أكبر، واستقلالية، ورضا عن الحياة، ولديهم أصدقاء أكثر، وخصوصية أكبر، وصحة أفضل، وتُصلح الأشياء بشكل أسرع. وجد باحثون أستراليون أن الإسكان التعاوني بنى شبكات اجتماعية ودعمًا أقوى، فضلاً عن علاقات أفضل مع الجيران مقارنة بأشكال الإسكان الأخرى. تكلفتها أقل بنسبة 14 ٪ للمقيمين ولديها معدلات دين وشواغر أقل. وجدت أبحاث أخرى أن تعاونيات الإسكان تميل إلى الحصول على معدلات أعلى من جودة البناء، وسلامة المباني، ومشاعر الأمن بين السكان، ومعدلات الجريمة المنخفضة، والوصول المستقر إلى المساكن، وتكاليف أقل بكثير مقارنة بالإسكان التقليدي.

## حسب البلد

### كندا
تقدم كندا التعاونيات التي تكون بديلاً ميسور التكلفة للتأجير، لكن قوائم الانتظار للوحدات يمكن أن تستمر لسنوات.

### فرنسا
حظي افتتاح La Maison des Babayagas في عام 2013، وهو تعاون سكني مبتكر في باريس، باهتمام عالمي. شُكل كمجتمع للمساعدة الذاتية ويُنيَ بمساعدة مالية من حكومة البلدية، وتحديداً للمواطنات المسنات. يقع في ضاحية مونتروي في باريس بعد سنوات عديدة من التخطيط، يبدو مثل أي مبنى سكني آخر. يبقى كبار السن خارج دور رعاية المسنين، بالبقاء نشطين، يقظين، ومساعدة بعضهم البعض.
الغرض من جمعية بابا ياغا هو إنشاء وتطوير مسكن مبتكر للنساء المسنات يكون: (1) يدار ذاتيًا، بدون تسلسل هرمي وبدون إشراف؛ (2) الوحدة الجماعية فيما يتعلق بالشؤون المالية وكذلك الحياة اليومية؛ (3) المواطن ذو العقلية المدنية، من خلال الانفتاح على المجتمع / المدينة ومن خلال التفاعل المتبادل، والانخراط في الحياة السياسية والثقافية والاجتماعية بروح من الديمقراطية التشاركية؛ (4) بيئية في جميع جوانب الحياة، بما يتوافق مع القيم والأفعال المعبر عنها في ميثاق الحياة لبيت باباياغاس.
ترتبط أنشطة الجمعية بالغرض المذكور أعلاه بشكل عام، ولا سيما تطوير كيان شعبي يسمى جامعة معرفة كبار السن (UNISAVIE: Université du savoir des vieux) ، وبدء حركة لتعزيز أماكن المعيشة الأخرى التي تُنظم في شبكات مماثلة.
يحدد ميثاق المجتمع توقعات الخصوصية. كل شقة قائمة بذاتها. تضمن الاجتماعات الشهرية الروتينية المثلى للمبنى وتضمن مشاركة كل شخص بشكل كامل وبحرية كاملة في التعبير. تحدد الخطط التدخل الروتيني للوسيط الذي يمكن أن يساعد في الوصول إلى أسباب النزاعات المحتملة من أجل السماح بحلها.
أَلهم نجاح تعاون باريس عدة مجموعات شعبية كندية لتبني قيم مماثلة في مبادرات إسكان كبار السن؛ تشمل هذه القيم الاستقلالية والإدارة الذاتية والتضامن والمساعدة المتبادلة والمشاركة المدنية والمسؤولية البيئية.

### ألمانيا
تعاونيات الإسكان، أو "Wohnungsgenossenschaften" باللغة الألمانية، هي نوع من اتحادات الإسكان التي توفر مساكن بأسعار معقولة لأعضائها. تُشكل وتُدار من قبل مجموعة من الأشخاص الذين يجتمعون لتجميع مواردهم من أجل شراء أو بناء مساكن لاستخدامهم الخاص.
في ألمانيا، تُنظم تعاونيات الإسكان عادة كمنظمات غير ربحية، مما يعني أن أي أرباح تُحقق من بيع أو تأجير المساكن يُعاد استثمارها في التعاونية بدلاً من توزيعها على المساهمين. وهذا يسمح لتعاونيات الإسكان بتقديم أسعار أقل للإسكان مما هو ممكن للمنظمات الربحية. عادةً ما يكون لأعضاء التعاونية السكنية الحق في شغل وحدة معينة داخل المجمع السكني التعاوني، كما أن لهم رأيًا في إدارة التعاونية واتخاذ القرار فيها. يمكن أن يشمل ذلك التصويت على القضايا المتعلقة بصيانة وتشغيل المجمع السكني، وكذلك انتخاب مجلس إدارة للإشراف على عمليات التعاونية.
تعد تعاونيات الإسكان شكلاً شائعًا من أشكال الإسكان في ألمانيا، لا سيما في المناطق الحضرية، وغالبًا ما يُنظر إليها على أنها وسيلة لتوفير خيارات إسكان ميسورة التكلفة وموجهة نحو المجتمع.
في التصنيع في القرن التاسع عشر، كان هناك العديد من التعاونيات السكنية التي تأسست في ألمانيا. يوجد حاليًا أكثر من 2000 تعاونية سكنية تضم أكثر من مليوني شقة وأكثر من ثلاثة ملايين عضو في ألمانيا. تُنظم تعاونيات الإسكان العام في GdW Bundesverband deutscher Wohnungs- und Immobilienunternehmen [الإنجليزية] (الاتحاد الفيدرالي لجمعيات الإسكان والعقارات الألمانية المسجلة).

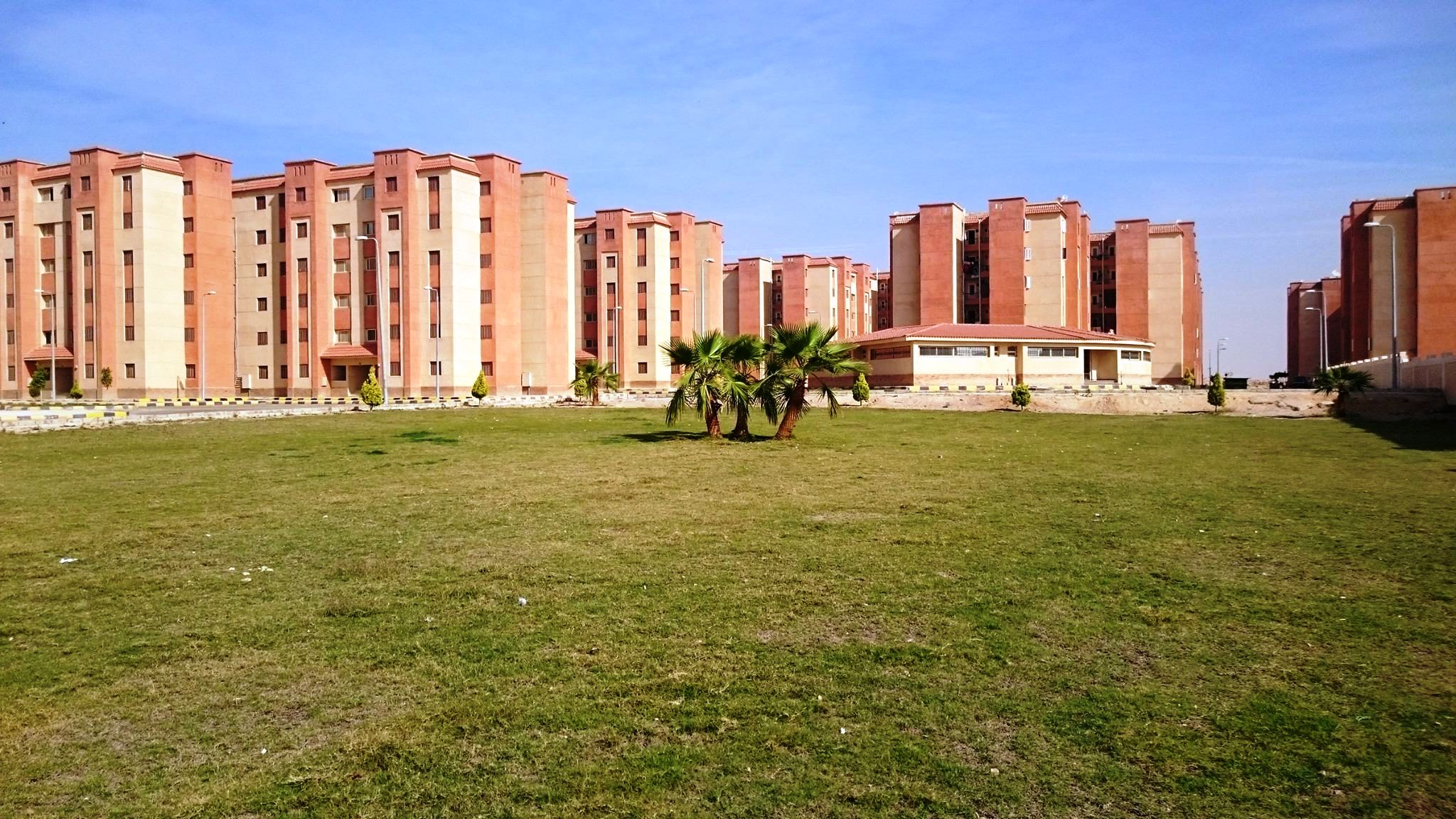
تعاونية الإسكان بمدينة برج العرب الجديدة ، مصر

### مصر
يهدف مشروع الإسكان التعاوني في مصر إلى خدمة محدودي الدخل، حيث يوفر لهم وحدات سكنية مكونة من غرفتين وصالة أو ثلاث غرف وصالة كاملة التشطيب، بمساحة تتراوح من 75 إلى 90 مترًا مربعًا. بالإضافة إلى أن هذه الوحدات معروضة بسعر التكلفة فقط، وبدعم مباشر يتراوح من 5 إلى 25 ألف جنيه. يمكن للمستفيد من هذه الوحدة دفع ثمنها على مدى 20 عامًا، حيث نُفذت 538000 وحدة في جميع المحافظات والمدن الجديدة حتى عام 2022، نفذتها وزارة الإسكان والمرافق والمجتمعات العمرانية.

### الهند
في الهند، معظم "الشقق" مملوكة بالكامل. أي أن ملكية كل شقة منفصلة. عادة ما يكون هناك هيئة إدارية / جمعية / جمعية لإدارة الصيانة واحتياجات البناء الأخرى. هذه قابلة للمقارنة مع المباني السكنية في الولايات المتحدة الأمريكية. تختلف القوانين التي تحكم المبنى وهيئته الإدارية وكيفية نقل الشقق داخل المبنى من دولة إلى أخرى.
تُنظم بعض المباني على أنها "جمعيات الإسكان التعاوني" حيث يمتلك الفرد بالفعل حصة في التعاونية بدلاً من الشقة نفسها. كان هذا الهيكل شائعًا جدًا في الماضي ولكنه أصبح أقل شيوعًا في الآونة الأخيرة. لدى معظم الولايات قوانين منفصلة تحكم جمعيات الإسكان التعاوني.

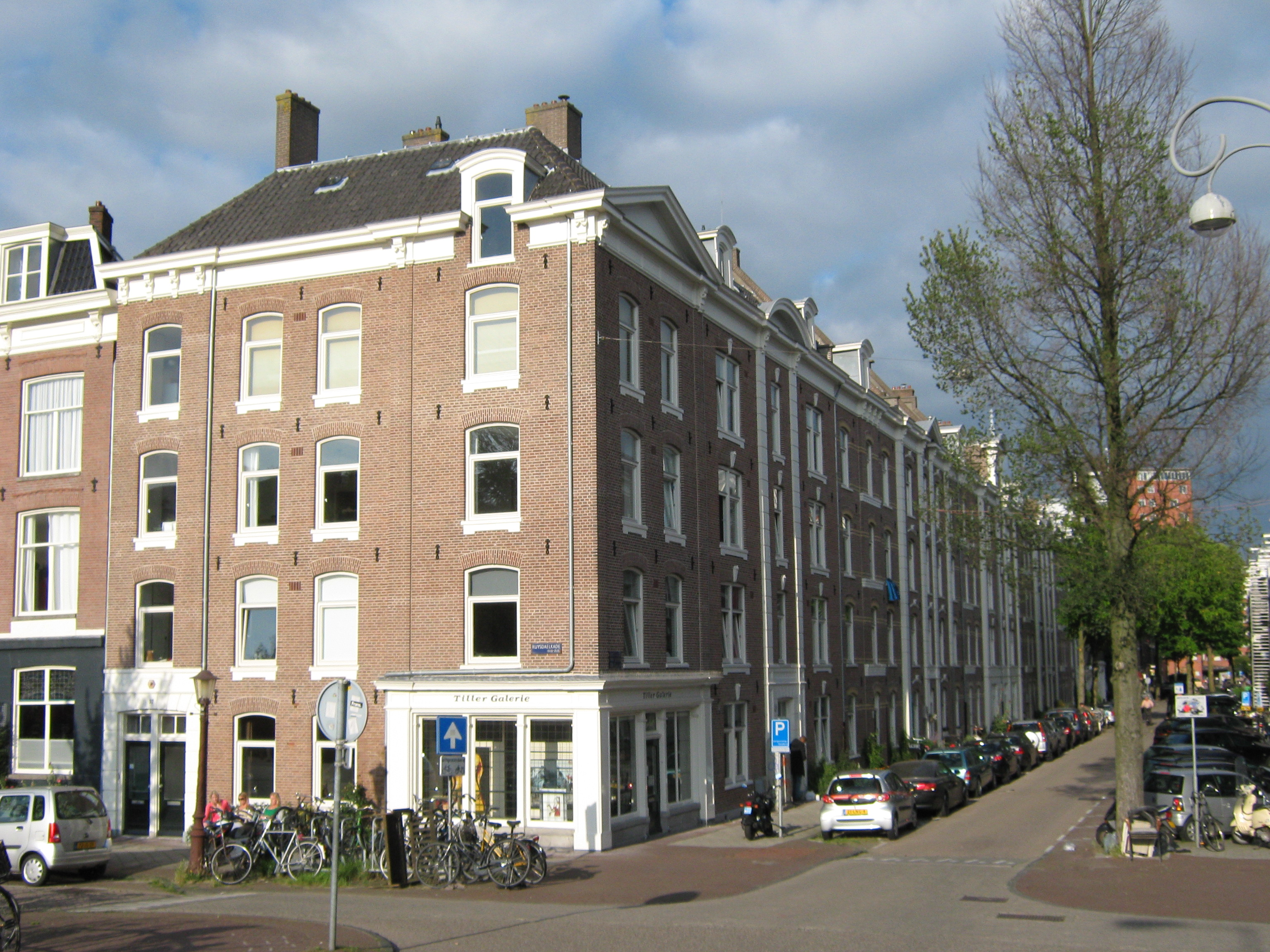
مساكن نموذجية رخيصة لشركات أواخر القرن التاسع عشر في أمستردام

### هولندا
يوجد في هولندا ثلاثة أنواع مختلفة جدًا من المنظمات التي يمكن اعتبارها تعاونية إسكان:

### شركة الإسكان
مؤسسة الإسكان (winingcorporatie) هي منظمة غير ربحية مكرسة لبناء وصيانة مساكن للإيجار للأشخاص ذوي الدخل المنخفض. بدأت أولى مؤسسات الإسكان في النصف الثاني من القرن التاسع عشر كجمعية تعاونية صغيرة. أول جمعية من هذا النوع في العالم، VAK ("جمعية الطبقة العاملة") تأسست عام 1852 في أمستردام. أُجر ما بين 2.4 و 2.5 مليون شقة سكنية في هولندا من قبل شركات الإسكان، أي أكثر من 30٪ من إجمالي المساكن المنزلية (شقق ومنازل).

### اتحاد الملاك
جمعية أصحاب (المنزل) (Vereniging van Eigenaren VvE) أُنشئت بموجب القانون الهولندي حيثما توجد شقق مملوكة بشكل منفصل في مبنى واحد. الأعضاء هم أصحاب شقتهم الخاصة قانونًا ولكن يتعين عليهم التعاون في الجمعية لصيانة المبنى ككل.

### التعاون الحي
التعاون الحي (wooncoöperatie) هو بناء يمتلك فيه السكان بشكل مشترك مبنى سكني باستخدام تعاونية خاضعة للسيطرة الديمقراطية، ويدفعون الإيجار لمنظمتهم الخاصة. حُضرت بعد الحرب العالمية الثانية وشُرعت في عام 2015.

### نيوزيلندا
تعمل شقق "مشاركة الشركة" في السكن في نيوزيلندا [الإنجليزية].

### الفلبين
في الفلبين، جمعية المالكين المستأجرين في كثير من الأحيان الأشكال كوسيلة لشراء شقق جديدة. عندما تُنشئ التعاونية، فإنها تأخذ الجزء الأكبر من القرض اللازم لشراء عقار. ستُسدد هذه القروض خلال فترة محددة من السنوات (عادة من 20 إلى 30 سنة)، وبمجرد حصول ذلك، تشتت التعاونية وتتحول الشقق في الوحدات السكنية.

### الدول الاسكندنافية
رابطة المالكين المستأجرين (السويدية : bostadsrättsförening، النرويجية: بوريتسلاج [الإنجليزية]، الدنماركية: andelsboligforening) هي مصطلح قانوني يستخدم في الدول الاسكندنافية ( السويد، الدنمارك، والنرويج ) لنوع من شراكة الإنصاف في الإسكان [الإنجليزية] للممتلكات التي يمتلك فيها العقار بالكامل من قبل جمعية تعاونية، والتي بدورها مملوكة لأعضائها. لكل عضو حصة في الجمعية تتناسب مع مساحة شقته. يشترط أن يكون لدى الأعضاء ملكية مستأجر، والتي تمثل الشقة، وفي معظم الحالات يعيشون بشكل دائم في العنوان. هناك بعض الاختلافات القانونية بين الدول، خاصة فيما يتعلق بشروط الملكية.
في السويد، يعيش 16 ٪ من السكان في شقق في تعاونيات إسكان، بينما يعيش 25 ٪ في شقق مستأجرة (أكثر شيوعًا بين الشباب والمهاجرين) ويعيش 50 ٪ في منازل خاصة مكونة من أسرة واحدة (أكثر شيوعًا بين العائلات التي لديها أطفال)، يعيش الباقون في أشكال أخرى مثل مساكن الطلاب أو دور المسنين.
في فنلندا، على عكس الدول الاسكندنافية، فإن تعاونيات الإسكان بالمعنى الدقيق للكلمة نادرة للغاية؛ بدلاً من ذلك، تُنظم عقارات الإسكان المملوكة للمستأجرين الفنلنديين بشكل عام كشركات محدودة (الفنلندية asunto-osakeyhtiö) في نظام خاص بالقانون الفنلندي. يشبه الترتيب الفنلندي تعاونية الإسكان من حيث أن الملكية مملوكة لشركة غير ربحية وأن الحق في استخدام كل وحدة مرتبط بملكية مجموعة معينة من الأسهم.

### المملكة المتحدة
تعاونيات الإسكان غير شائعة في المملكة المتحدة، حيث تشكل حوالي 0.1٪ من مخزون الإسكان.
يقع معظمهم في المناطق الحضرية ويتكون من أماكن إقامة مشتركة بأسعار معقولة حيث يعتني الأعضاء بالعقار بأنفسهم. يمكن أن تكون قوائم الانتظار طويلة جدًا بسبب ندرة تعاونيات الإسكان. في بعض المناطق، تُدمج إجراءات التقديم في نظام تطبيق الإسكان المجلس [الإنجليزية]. تختلف القوانين بين إنجلترا واسكتلندا. يوفر اتحاد الإسكان التعاوني معلومات عن تعاونيات الإسكان في المملكة المتحدة ونشر دليلًا حول إنشائها. يوفر موقع المأوى (الصدقة) [الإنجليزية] الإلكتروني معلومات عن الإسكان ويحتوي على معلومات خاصة بإنجلترا واسكتلندا.
يوفر Catalyst Collective معلومات حول بدء التعاونيات في المملكة المتحدة ويشرح الهيكل القانوني لتعاونية الإسكان. تقدم الطرق الراديكالية [الإنجليزية] دليلاً حول كيفية إنشاء تعاونية إسكان.

### تعاونيات إسكان الطلاب
أدت عوامل زيادة تكلفة المعيشة للطلاب ونوعية الإقامة إلى حملة لتعاونيات إسكان الطلاب داخل المملكة المتحدة مستوحاة من تعاونيات إسكان الطلاب الموجودة في أمريكا الشمالية وعملهم من خلال طلاب أمريكا الشمالية للتعاون. افتتحت تعاونية إسكان الطلاب في إدنبرة وتعاونية إسكان الطلاب في برمنغهام في عام 2014 وتعاونية شيفيلد لإسكان الطلاب في عام 2015. جميع تعاونيات الإسكان الطلابية الحالية هي أعضاء في طلاب التعاون.

### الولايات المتحدة
في الولايات المتحدة، عادة ما تُصنف التعاونيات السكنية على أنها شركات أو شركات ذات مسؤولية محدودة وتوجد بكثرة في المنطقة من ماديسون، ويسكونسن، إلى منطقة العاصمة نيويورك. هناك أيضًا عدد من مشاريع الإسكان التعاوني والمشترك التي لا تزال قيد التشغيل في جميع أنحاء الولايات المتحدة والتي كانت نتيجة شراء مساكن الدفاع الفيدرالية من قبل المستأجرين أو مجموعات من قدامى المحاربين العائدين وعائلاتهم. تشمل هذه التطورات سبعة من ثمانية مشاريع إسكان للطبقة المتوسطة بنتها حكومة الولايات المتحدة بين عامي 1940 و 1942 تحت رعاية قسم إسكان الدفاع عن الملكية المتبادلة التابع لوكالة الأشغال الفيدرالية. هناك العديد من الجمعيات التعاونية الإقليمية للإسكان، مثل اتحاد الغرب الأوسط لتعاونيات الإسكان، التي يوجد مقرها في ميشيغان وتخدم منطقة الغرب الأوسط، وتغطي أوهايو، وميشيغان، وإنديانا، وإلينوي، وويسكونسن، ومينيسوتا، وأكثر من ذلك.
تمثل الرابطة الوطنية لتعاونيات الإسكان (NAHC) جميع التعاونيات داخل الولايات المتحدة الأعضاء في المنظمة. هذه المنظمة هي اتحاد وطني غير ربحي لتعاونيات الإسكان، وجمعيات الإسكان المتبادل، وغيرها من المساكن المملوكة أو الخاضعة للرقابة، والمهنيين، والمنظمات، والأفراد المهتمين بتعزيز مصالح مجتمعات الإسكان التعاوني. NAHC هي منظمة الإسكان التعاوني الوطنية الوحيدة، وتهدف إلى دعم وتثقيف مجتمعات الإسكان التعاوني القائمة والجديدة باعتبارها أفضل أشكال ملكية المنازل وأكثرها اقتصادا.
ناسكو، أو طلاب أمريكا الشمالية للتعاون، هي منظمة تأسست عام 1968 ساعدت في تنظيم الحياة التعاونية للطلاب. من خلال تواجدها في أكثر من 100 بلدة ومدينة عبر أمريكا الشمالية، قدمت ناسكو لعشرات الآلاف من الطلاب مساكن مستدامة.

### منطقة العاصمة نيويورك

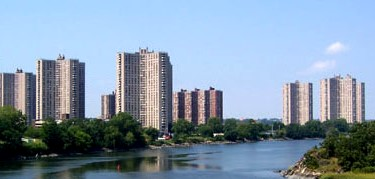

تعد Co-op City في برونكس ، مدينة نيويورك أكبر مشروع سكني تعاوني في العالم ، حيث يبلغ عدد سكانها 55000 شخص.
تتمتع التعاونيات بتاريخ طويل في مدينة نيويورك الكبرى - في نوفمبر 1882، تصف مجلة Harper's Magazine العديد من المباني السكنية التعاونية الموجودة بالفعل، مع وجود خطط لبناء المزيد - ويمكن العثور عليها في جميع أنحاء مدينة نيويورك، مقاطعة ويستشستر، التي تقع في شمال نيويورك، والمدن الواقعة في شمال نيوجيرسي القريبة من مانهاتن، بما في ذلك فورت لي وأيدجووتر ورامزي وباسيك وويكهاوكين. كانت ألكو وألكو توينين، المباني السكنية التي بُنيت في عام 1916 من قبل مجتمع المهاجرين الفنلنديين الأمريكيين في حي صن سيت بارك في بروكلين، مدينة نيويورك، أول تعاونيات إسكان غير ربحية في مدينة نيويورك.
تشكل المباني السكنية والإسكان متعدد العائلات حصة أكثر أهمية من مخزون المساكن في منطقة مدينة نيويورك مقارنة بمعظم المدن الأمريكية الأخرى حيث أن أكثر من 75٪ من المباني السكنية في مدينة نيويورك عبارة عن تعاونيات. الأسباب المقترحة لتفسير سبب شيوع التعاونيات نسبيًا أكثر من الوحدات السكنية في منطقة مدينة نيويورك هي:
- مستوحاة من أبراهام قازان، ظهرت التعاونيات على الأقل منذ عشرينيات القرن الماضي في حين أن الأساس القانوني لشكل الملكية المشتركة لم يكن متاحًا في ولاية نيويورك حتى عام 1964.[32] بعد ذلك ، أدى إصدار قانون الوحدات السكنية إلى فتح موجة من تشييد المباني السكنية.[33]
- يمكن أن يكون النموذج التعاوني مفيدًا حيث يمكن أن تحمل الشركة التعاونية قرضًا عقاريًا للبناء، مما يترك تمويلًا أقل يمكن الحصول عليه من قبل كل مالك تعاوني. تحت ملكية عمارات فقط يوفر مالكو الشقق المنفصلة التمويل. عندما تكون أسعار الفائدة مرتفعة على وجه الخصوص، قد يجد راعي التحويل مشتري الوحدة بسهولة أكبر بموجب الترتيب التعاوني حيث سيكون لدى المشترين تمويل أقل للترتيب بمفردهم؛ سعر الشراء الظاهر لوحدة في مبنى تعاوني يحمل رهنًا عقاريًا أساسيًا أقل من شراء شقة. قد لا يزن مشترو الوحدات التعاونية بدقة حصتهم من رهن المبنى.[32]
- أيضًا، في وقت لاحق من عمر المبنى بعد التحويل، يمكن زيادة الاستثمارات الرئيسية الجديدة المطلوبة لإصلاح أو استبدال أنظمة البناء من خلال رهن عقاري مركزي جديد في تعاونية، بينما في العمارات لا يمكن جمع الأموال إلا من خلال التقييمات المرهقة المطلوبة لكل وحدة فردية مالك. ومع ذلك، تم تعديل قانون عمارات نيويورك في عام 1997 للسماح للجمعيات العمارات لاقتراض الأموال.[34][35]
- تم إنشاء عام 1974 ثم التأثير اللاحق على السياسة من قبل مجلس مساعدة الإسكان الحضري، [36] وهي مجموعة مناصرة للإسكان، والتي مكنت من تحويل أكثر من 1600 إيجارات ممنوعة من قبل المدينة إلى تعاونيات محدودة الأسهم يسيطر عليها المقيمون.
- يمكن لمجلس إدارة المبنى التعاوني ممارسة سلطته التقديرية التجارية لفرض قيود على المساهمين، ورفض المشترين المحتملين دون تفسير، طالما أن المجلس لا ينتهك قوانين الإسكان الفيدرالية وقوانين الولايات أو الحقوق المدنية.[32]

حُولت معظم تعاونيات الإسكان في منطقة نيويورك الكبرى إلى هذا الوضع خلال الثمانينيات؛ بشكل عام، كانت مبانٍ كبيرة بُنيت بين عشرينيات وخمسينيات القرن الماضي، والتي امتلكها مالك واحد أو شركة واحدة واستأجرها وأصبح غير مربح كعقارات مستأجرة. لتشجيع الملكية الفردية للوحدات، فإن المشترين الأوليين للوحدات (الشراء من مالك المبنى بأكمله) لا يحتاجون إلى موافقة مجلس الإدارة. تُعرف هذه الوحدات باسم الوحدات الراعية. أيضًا، كان المستأجرون المستأجرون الذين يعيشون في المبنى وقت التحويل يُمنحون عادةً خيار الشراء بسعر مخفض. إذا كان المستأجرون خاضعين للسيطرة على الإيجار، فعادة ما يحميهم القانون من خلال السماح لهم بالبقاء كمستأجرين وقد لا يشغل المشتري الوحدة حتى يموت المستأجر المذكور أو يغادر. العديد من هذه المباني، وخاصة في مانهاتن، هي في الواقع فاخرة وحصرية للغاية. يعيش فيها العديد من المشاهير وقد رُفض بعض المشاهير حتى من قبل المجالس التعاونية. في التسعينيات والعقد الأول من القرن الحادي والعشرين، مرت بعض المباني المؤجرة في مناطق شيكاغو وواشنطن العاصمة وميامي فورت لودرديل ويست بالم بيتش بعملية تحويل مماثلة، ولكن ليس بدرجة نيويورك.
رُعيت العديد من التعاونيات التي تم بناؤها في الأصل كتعاونيات من قبل النقابات العمالية، مثلعمال الملابس المندمجون في أمريكا. كان أحد أكبر المشاريع قرية التعاونية في لوار إيست سايد في مانهاتن . أُنشئتمؤسسة الإسكان المتحدة في عام 1951 وبنيت Co-op City في ذا برونكس، الذي صممه المهندس المعماري هيرمان جيسور. كانت واحدة من أولى التعاونيات المدعومة ذات القيمة الثابتة هي حدائق مورنينجسايد في مرتفعات مورنينجسايد في مانهاتن.
كما ساهمت ديناميكية أخرى في العدد الكبير من التعاونيات التي تأسست في الثمانينيات والتسعينيات في مدينة نيويورك - في هذه الحالة من قبل مجموعات المستأجرين ذوي الدخل المنخفض والمتوسط. في السبعينيات، كان العديد من الملاك في مدينة نيويورك يكافحون للحفاظ على ممتلكاتهم القديمة في مواجهة أسعار الفائدة المرتفعة ، والخطوط الحمراء ، والطيران الأبيض ، وارتفاع تكاليف الوقود. وشهدت الفترة أيضًا بعض الحرق المتعمد من قبل المالك للحصول على عائدات التأمين وعدم دفع الضرائب العقارية على نطاق واسع - أكثر من 20 ٪ من العقارات السكنية متعددة العائلات كانت متأخرة في منتصف السبعينيات. أصدار المدينة القانون المحلي رقم 45 في عام 1977، الذي سمح للمدينة ببدء إجراءات حبس الرهن بعد عام واحد فقط من عدم دفع الضرائب ، وليس ثلاثة ، مما أدى إلى الاستيلاء على آلاف المباني، العديد منها مشغولة من قبل المدينة من نيويورك من خلال إجراء قانوني يعرف بحبس الرهن العيني. في سبتمبر 1978، أنشأت وكالة الإسكان بالمدينة، إدارة الحفاظ على المساكن والتنمية في مدينة نيويورك (HPD)، سلسلة من برامج الإسكان الجديدة المصممة لمنح سكان المباني والمجموعات المجتمعية السيطرة والملكية النهائية للمباني العينية.
بدأ مجلس مساعدة الإسكان الحضري (UHAB)، الذي تأسس في عام 1974، في مساعدة سكان هذه المباني على إدارة مبانيهم وإعادة تأهيلها وحيازتها، وتشكيل تعاونيات إسكان محدودة الأسهم. من خلال العمل مع وكالة الإسكان بالمدينة، وبرامج القروض الحالية لديها ، والقدرة على التصرف بالممتلكات المهجورة لمنظمات غير ربحية، بالإضافة إلى قوانين الولاية التي تحكم إنشاء التعاونيات، تمكنت UHAB من تزويد الأشخاص ذوي الدخل المنخفض بمزايا الأدوات - الأموال الأولية، والمشورة القانونية، والخطط المعمارية، والتدريب على مسك الدفاتر - لبناء وإدارة تعاونيات إسكان محدودة الأسهم. من خلال عقد طويل الأمد مع المدينة لتوفير التدريب والمساعدة الفنية لسكان المباني في برنامج التأجير المؤقت للمستأجر (TIL)، عملت UHAB مع أكثر من 1600 جمعية، مع الحفاظ على أكثر من 30000 وحدة سكنية بأسعار معقولة.
لا تمتلك بعض التعاونيات في مدينة نيويورك الأرض التي يقع عليها المبنى. غالبًا ما يكون لمباني "إيجار الأرض" عيوب كبيرة لأصحاب التعاونيات. ومع ذلك، كانت هناك حالات قام فيها المساهمون في أحد المباني بشراء الأرض المحيطة، مثل 167 East 61st Street (المعروفة سابقًا باسم ترامب بلازا) ، حيث جمع السكان 183 مليون دولار لشراء الأرض المحيطة.

### تعاونيات إسكان الطلاب

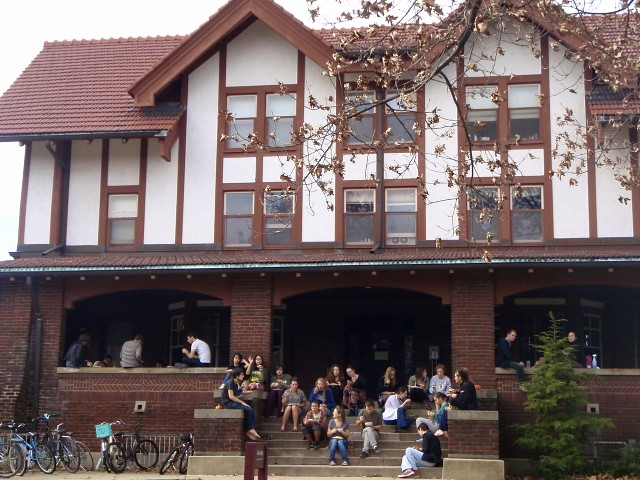
Keep Cottage ، أحد التعاونيات الثمانية في جمعية طلاب أوبرلين التعاونية.

توفر التعاونيات الطلابية خدمات الإسكان والطعام لأولئك الذين يحضرون مؤسسات تعليمية محددة. بعض المجموعات البارزة تشمل تعاونية طلاب بيركلي وتعاونية سانتا باربرا لإسكان الطلاب وجمعية طلاب أوبرلين التعاونية.

## أنظر أيضا
- التعايش
- كوندوب
- المساكن المدعومة
- تعاونية العمال